# Eloria festiva
Eloria festiva är en fjärilsart som beskrevs av Pieter Cramer 1775. Eloria festiva ingår i släktet Eloria och familjen tofsspinnare. Inga underarter finns listade i Catalogue of Life.

## Bildgalleri

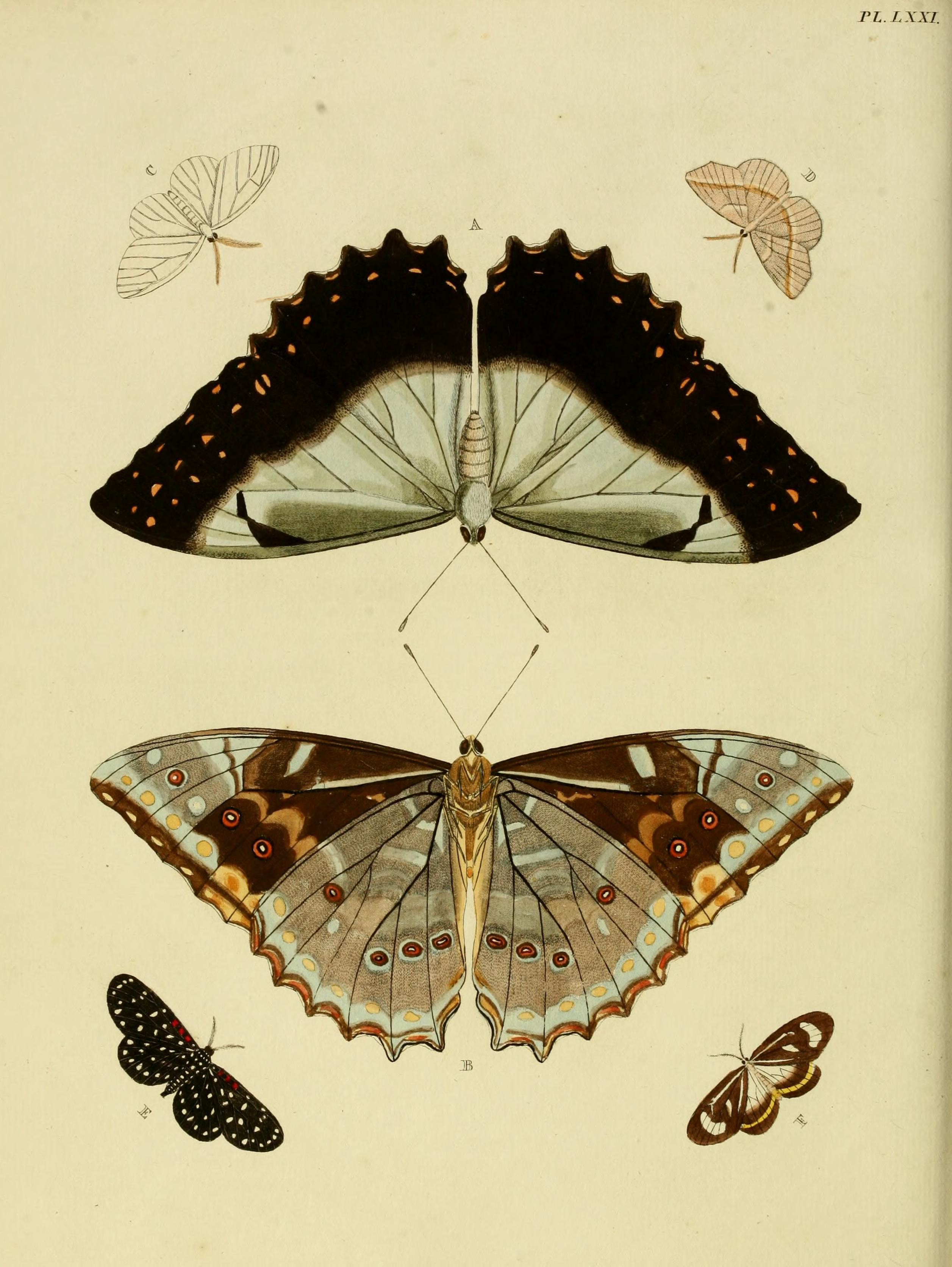
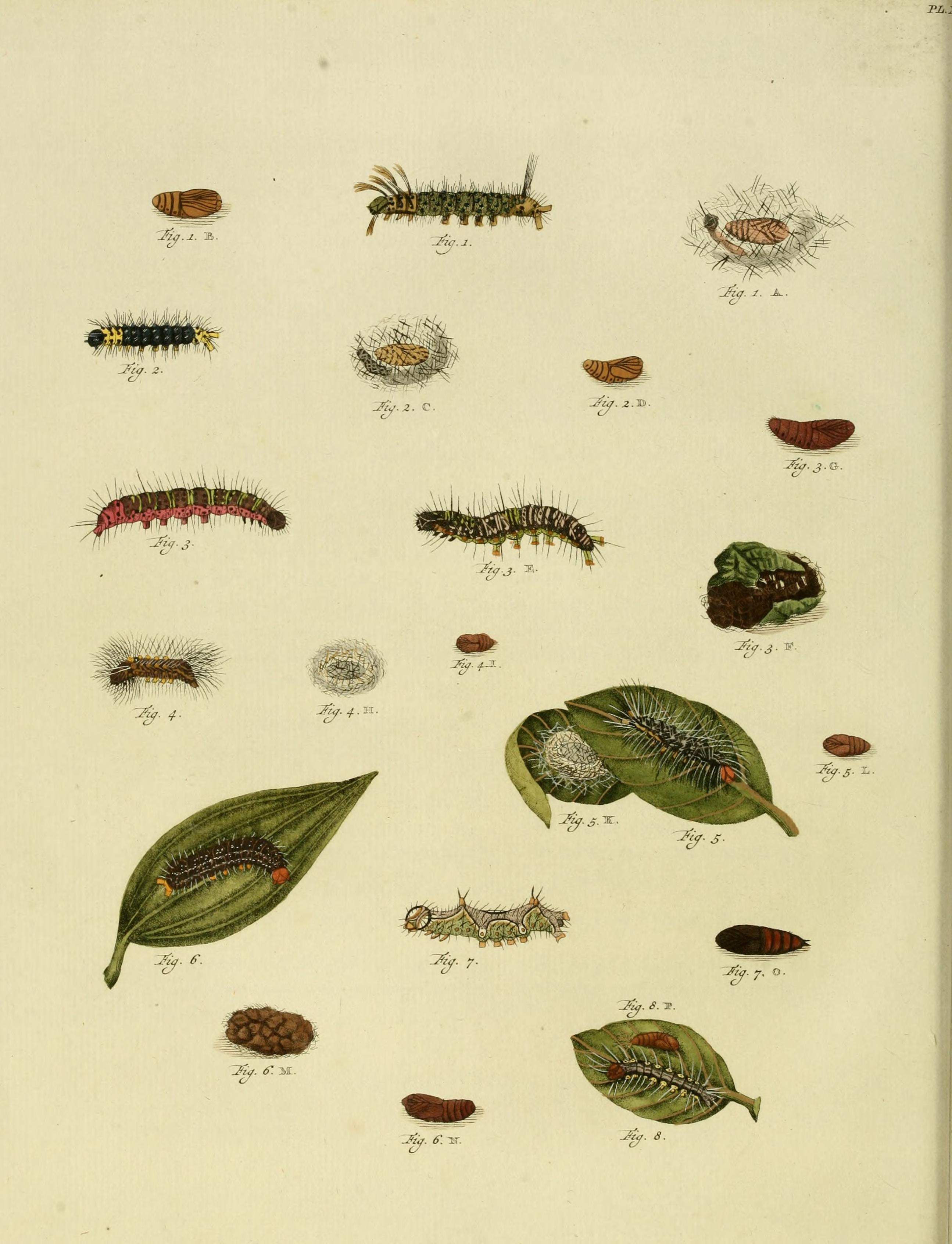